# BBC Radio 1Xtra
BBC 1Xtra – brytyjska stacja radiowa należąca do publicznego nadawcy, BBC, dostępna wyłącznie w BBC National DAB, satelitarnym przekazie cyfrowym oraz w Internecie. Jest siostrzanym kanałem jednej z czterech głównych stacji BBC - BBC Radio 1, od którego wywodzi także swoją nazwę. 
1Xtra powstało w 2002 jako swoiste remedium na fakt, że według wielu obserwatorów i badań rynku, Radio 1 zaczęło starzeć się wraz ze swoimi słuchaczami. Nowa stacja miała być odpowiedzią na najnowsze trendy na rynku muzycznym i zatrzymać przy BBC odbiorców w wieku licealnym i studenckim. 
Stacja działa w formacie urban contemporary, co oznacza skupienie się na tzw. czarnej muzyce, czyli takich gatunkach jak hip-hop, reggae, gospel, rhythm and blues, soca, drum and bass czy dancehall.

## Logo
1 września 2007 BBC 1Xtra zmienił swoje logo: z czarnego koła z napisem "1X" (na prawo od koła chudy napis "tra", pod nim logo BBC) na czarne logo BBC, pod nim napis "RADIO" (na prawo od nich czarne koło z grubym napisem "1X", na prawo od koła napis "tra").